# Штајнхајд
Штајнхајд (њем. Steinheid) општина је у њемачкој савезној држави Тирингија. Једно је од 16 општинских средишта округа Зонеберг. Према процјени из 2010. у општини је живјело 1.210 становника. Посједује регионалну шифру (AGS) 16072021.

## Географски и демографски подаци
Штајнхајд се налази у савезној држави Тирингија у округу Зонеберг. Општина се налази на надморској висини од 800 метара. Површина општине износи 23,2 km². У самом мјесту је, према процјени из 2010. године, живјело 1.210 становника. Просјечна густина становништва износи 52 становника/km².